# Айна Ерландер
Айна Ерландер (уроджена Андерссон; (28 вересня 1902 , Лунд, Мальмегус  — 24 лютого 1990 , Стокгольм ) — шведська викладачка і дружина прем'єр-міністра Швеції Таге Ерландера з 1930 до його смерті в червні 1985 року.

## Життєпис
Батько Аїни Ерландер був власником фабрики, активним у політиці правого крила. Айна Андерссон відвідувала жіночу школу та гімназію, а потім продовжила навчання в Лунді. У 1923 році вона зустріла Таге Ерландера, однокурсника в Лунді. Вони одружилися в 1930 році, у родині народилися двоє дітей. Айна працювала вчителькою у Södra flickläroverket у Стокгольмі, коли Таге Ерландер став прем'єр-міністром Швеції в жовтні 1946 року.
Айна Ерландер увійшла до правління Save the Children і в 1949 році поїхала до тодішньої Західної Німеччини, зазнавши наслідків Другої світової війни. У 1954 році вона відвідала Нідерланди, які були затоплені в 1953 році. У 1957 році Ерландер обрали головою Unga Örnar (sv) («Молоді орли», організації з прав дітей та молоді, що належить до Міжнародного соколиного руху — Соціалістичного освітнього інтернаціоналу). Цю посаду вона обіймала протягом дев'яти років.
Після смерті чоловіка в 1985 році вона опрацьовувала та редагувала його документи.